# Renate Vogel
Pour les articles homonymes, voir Vogel.
Renate Vogel, née le 30 juin 1955 à Karl-Marx-Stadt, est une nageuse est-allemande.
Lors des Jeux olympiques de 1972 se tenant à Munich, elle est médaillée d'argent du relais 4 × 100 mètres quatre nages. Aux Championnats du monde de natation 1973 à Belgrade, elle conquiert trois titres (en relais 4 × 100 mètres quatre nages, en 100 mètres brasse et en 200 mètres brasse). Elle est sacrée championne d'Europe en relais 4 × 100 mètres quatre nages et vice-championne d'Europe de 100 mètres brasse en 1974 à Vienne.
Elle est la cousine de la nageuse Helga Lindner.

## Fuite et poursuite
Après les Jeux olympiques de 1972, l'entraînement et les manipulations médicales se sont intensifiés dans la natation féminine est-allemande. Des rumeurs de dopage ont circulé parmi les athlètes. Aux championnats d'Europe de 1974, Renate Vogel, qui partait favorite du 100 m brasse, a été battue par l'Allemande de l'Ouest Christel Justen et n'a obtenu que la médaille d'argent. Cela a été considéré comme un échec par les responsables sportifs.
Après avoir terminé sa formation, Renate Vogel a mis en pratique sa décision de fuir la RDA. Des amis lui ont procuré de l'argent pour acheter un billet d'avion et un faux passeport allemand qui lui ont permis en septembre 1979 de monter dans un avion de Budapest, où elle était en vacances, à Munich. Après son arrivée, elle a fait de nombreux reportages dans divers médias internationaux sur la promotion des talents est-allemands et les pratiques systématiques de dopage en RDA. Une menace d'actions de vengeance par le régime du SED a nécessité qu´elle soit gardée par des gardes du corps lors d'une interview ORF à Vienne. Elle a raconté que dès l'âge de 14 ans, des médicaments étaient injectés ou mélangés à la nourriture.
Après avoir fui en Allemagne, elle a d'abord travaillé comme entraîneuse de natation au SV Bietigheim et a été entraîneuse adjointe de l'équipe nationale ouest-allemande de 1982 à 1988. À partir de 1983, elle a aussi travaillé comme vendeuse au détail indépendante.